# Erysimum ammophilum
Erysimum ammophilum là một loài thực vật có hoa trong họ Cải. Loài này được A.Heller mô tả khoa học đầu tiên năm 1904.